# Richezza de Pologne (1116-1156)
Pour les articles homonymes, voir Richezza de Pologne.
Richiza de Pologne est née le 12 avril 1116 et décédée après le 25 décembre 1156. Elle est la fille de Boleslas III Bouche-Torse et de sa seconde épouse, Salomé de Berg Schelklingen.
Elle est reine de Suède par mariage étant l'épouse du roi Magnus Ier de Suède et de Sverker Ier de Suède.

## Unions et descendance
En 1129, elle épouse Magnus Ier de Suède et lui donne pour enfant : 
- Knut V de Danemark (1130 - 1157), co-roi de Danemark.

En 1139, elle épouse Volodar de Polock, prince de Minsk (un Riourikide), et lui donne pour enfants :
- Vladimir,  prince de Minsk ;
- Vasilko , prince de Logoysk ou Lahojsk) ;
- Sophie de Polock (vers 1140 – 5 mai 1198) qui épouse Valdemar Ier de Danemark.

En 1145, elle épouse Sverker Ier de Suède et lui donne pour enfant :
- Burislev.